# Mittatlantiska ryggen

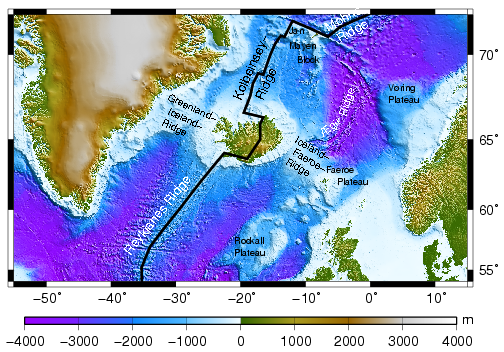
Den nordatlantiska delen av ryggen

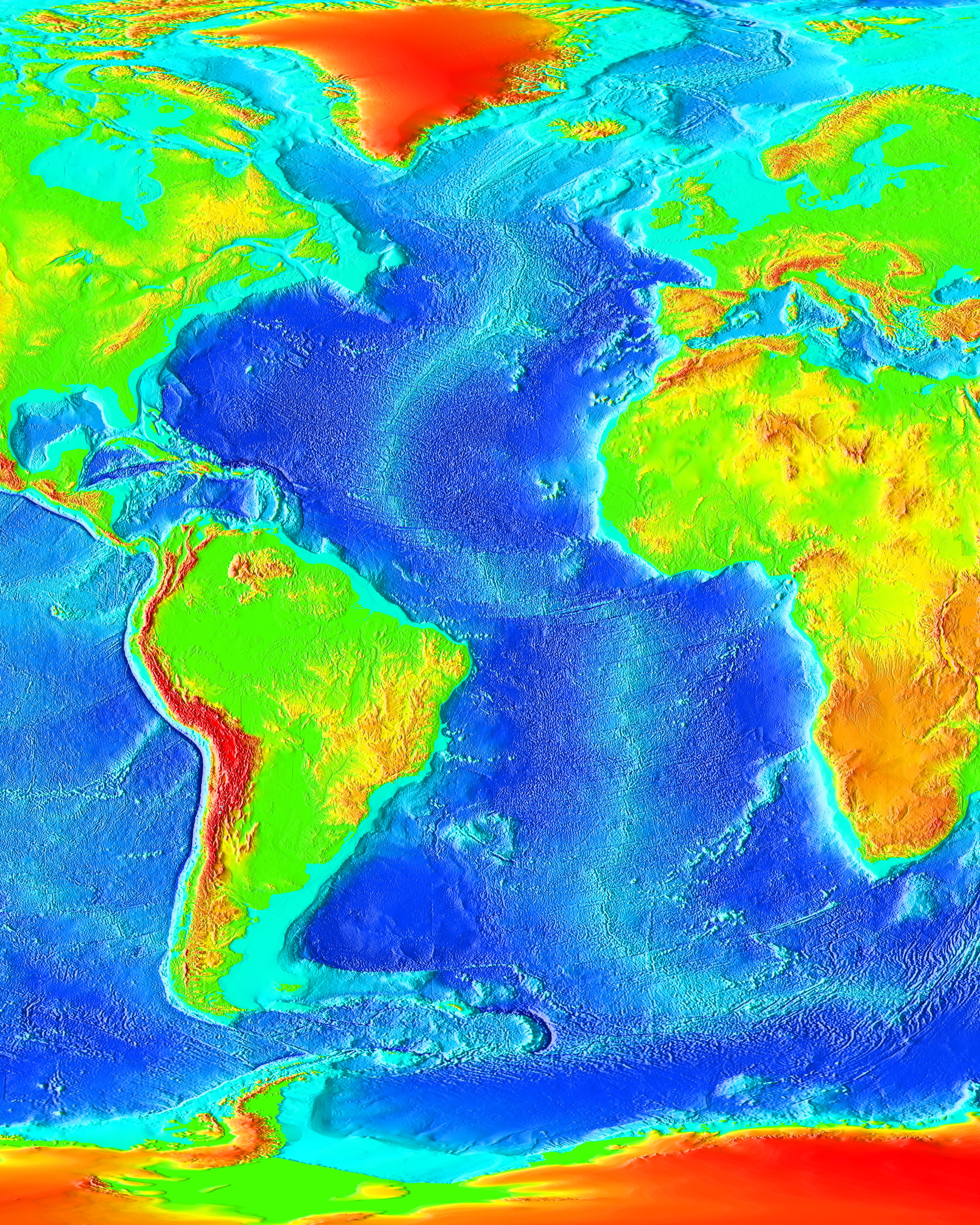
En batymetrisk karta över Mittatlantiska ryggen

Mittatlantiska ryggen, även Mittatlantiska spridningsryggen och Atlantiska centralryggen är en mittoceanisk rygg bestående av en ca 20 000 kilometer lång och 1 000 kilometer bred bergskedja där de eurasiska, afrikanska, nord- och sydamerikanska kontinentalplattorna skiljs åt. Den löper tvärs genom Island, genom Mývatnområdet i norr ner till Västmannaöarna i söder, och vidare söderut genom Atlanten. Azorerna (1 500 km väster om Lissabon) är toppar på ryggen. Andra öar på ryggens topp är Ascension, Tristan da Cunha och Jan Mayen. Vid ekvatorn finns mellan två kontinentalplattor Romancherännan, som når ett djup av 4 500 m.
Eftersom kontinentalplattorna rör sig och långsamt är på väg ifrån varandra, uppstår det sprickor i jordskorpan där magmamassor från jordens inre tränger upp till ytan.  Ryggen utökas med en hastighet av ungefär 2,5 cm per år.

## Mittatlantiska ryggens påverkan på Island
Island är beläget mellan den submarina Reykjanesryggen i sydväst och den submarina Kolbeinseyryggen i norr. Där kontinentalplattorna gränsar till varandra visar sig ett stort antal sprickor, som bildats genom geologisk aktivitet. Vid dessa sprickor i berggrunden finns Islands levande vulkaner. På öns norra del finns en aktiv zon med en bredd av cirka 40 kilometer. Vid sjön Mývatn finns klyftan Grjótagjá, där man på vissa platser kan se långt ner i underjorden. Ungefär i mitten av ön delar sprickan sig åt två håll. En gren sträcker sig mot söder, och 
bildar ravinen Eldgjá vid foten av Mýrdalsjökull. Den andra grenen går mot sydväst, mot Almannagjá, den stora klyftan i Þingvellir nationalpark, och vidare till Reykjanes.
De tektoniska plattorna glider vanligtvis isär djupt under vattnet. Almannagjá är ett av de få ställen på jorden där man på land kan se sprickan mellan den nordamerikanska kontinentalplattan och den eurasiska kontinentalplattan. Under de senaste 10 000 åren har klyftan i Þingvellir förändrats, dels av att jordskorpan har sjunkit och dels genom att sprickan mellan kontinentplattorna har vidgats. Mätningar tyder på att klyftans botten har breddats med 70 meter och att den har sjunkit 40 meter inom loppet av 10 000 år. Islands största sjö, Þingvallavatn, finns också intill Þingvellir.

## Azorernas läge vid Mittatlantiska ryggen
Ögruppen Azorerna i Atlanten består av nio vulkaniska öar som ligger vid en skärningspunkt mellan tre tektoniska plattor: nordamerikanska kontinentalplattan, eurasiska kontinentalplattan och
afrikanska kontinentalplattan. De båda öarna Corvo och Flores ligger väster om Mittatlantiska ryggen och de övriga sju öarna ligger öster om den. Öster om ryggen går Tercerceriagravsänkan i västlig–östlig riktning och i anslutning till den ligger öarna Graciosa, Terceira och São Miguel. Söder därom, på Azorerplatån (en utvidgning åt sydost av Mittatlantiska ryggen), ligger São Jorge, Faial och Pico. Längst åt sydost finns Santa Maria, i anslutning till den östra azoriska sprickzonen.
Samspelet mellan Mittatlantiska ryggen och Azorernas hetfläck avgör de unika geomorfologiska egenskaperna som visas på Azorerplatån, i skärgården och området med undervattensåsar som passerar genom den.